# Bosanska Krupa
Bosanska Krupa város Bosznia-Hercegovina, azon belül a Bosznia-hercegovinai Föderáció északnyugati részén, az Una folyó partján. Lakói ma szinte kizárólag muszlim bosnyákok, annak ellenére, hogy 1991-ben még csupán a népesség 74%-át adták.

## Fekvése

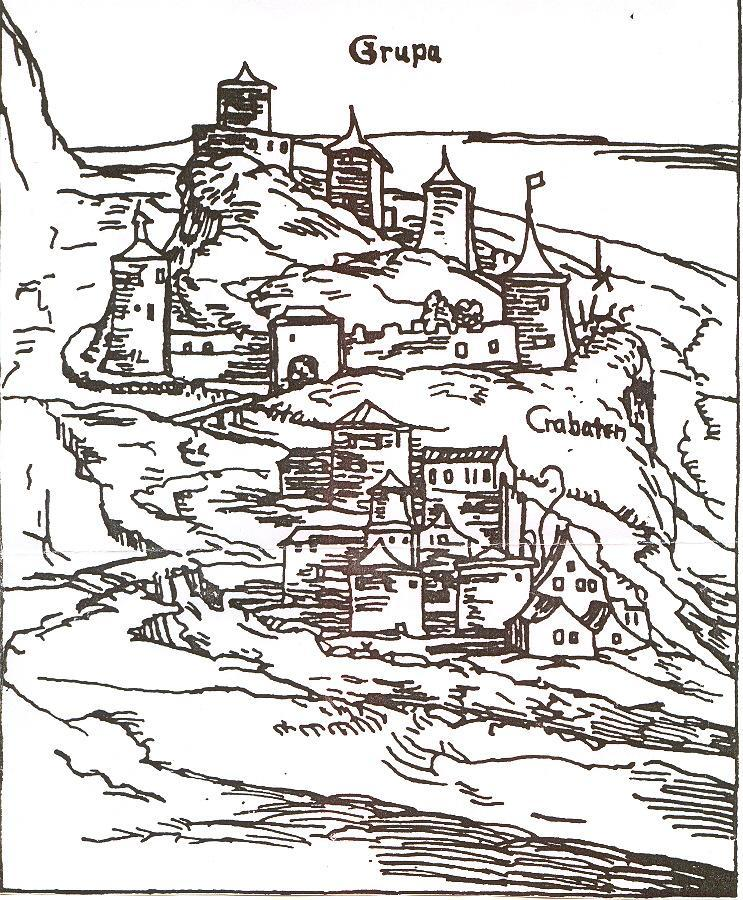
Krupa várának 1530-as ábrázolása egy metszeten

Bosanska Krupa Bihács városától légvonalban 23, közúton 34 km-re északkeletre a Középső-Unamentén fekszik. Ezt a vidéket a szakirodalomban Unska Krajinának is nevezik. Az Una folyó két partján fekvő települést délről a Grmeč-hegy, a másik oldalon viszonylag alacsony dombok és 200-300 m magas területek veszik körül. A város maga egy medencében fekszik, melynek közepén délnyugat-északkeketi irányban az Una folyó folyik át, délről pedig a Krušnica, az Una jobb oldali mellékfolyója ömlik bele. A Krušnica folyó ívet leírva kerüli meg a Hum-dombot, és a város északi oldalán ömlik az Unába. A Krušnicához a város területén egy nagy folyami szigetet alkotva még az Unadžik nevű holtág is csatlakozik. Az Una és a Krušnica közötti mintegy 230 m magas Hum-hegy teljes mértékben uralja a medencét és az összes rajta áthaladó közlekedési útvonalat. A Hum stratégiai fontosságáról beszélnek a boszniai háborúból származó erődítések és lövészárkok maradványai is. E domb lejtői, valamint a Hum és Lipik lábánál Una és Krušnica közötti teraszok szilárd alapot adtak a település további terjeszkedéséhez. A medence maga nagyon termékeny, és mindig is alkalmas volt mezőgazdaságra. Bosanska Krupa földrajzi helyzete közlekedési szempontból nagyon kedvező a környező régiókhoz és azok központjaihoz képest. Az Unamenti vasút és közút gyorsabb és könnyebb összeköttetést biztosít a tengerparti és pannon régiókkal is. 

## Története
A mai Bosanska Krupa község területe a történelem előtti idők óta lakott volt. Erre utalnak a Gradina nevű helynevek, és az ott talált régészeti leletek. A délszláv „gradina” név egykori várra, vagy erődített településre vonatkozik. A leletek alapján Bosanska Krupa és környéke a kelta-illír japod törzs szállásterültének peremvidéke volt. Később, a 10. századtól a középkori Horvát Királyságban a Pset nevű zsupániához tartozott. Egyes történészek úgy vélik, hogy a mai Bosanska Krupa eredeti neve is Pset volt. A 13. században a Pset név elveszett, és ekkor jelenik meg a Krupa név  először. A 14. és 15. században Krupa környéke viszonylag sűrűn lakott volt. Különösen fontosak voltak a középkori erődítmények, amelyek háborús célokat szolgáltak. A Bosanska Krupa-i vár, amelynek maradványai a Grad nevű dombon találhatók már a 13. században létezett, de nem tudni, ki építette. A legenda szerint ezt a várat egy Krupana nevű lány építette. Krupa és a krupai vár történelmileg igazolt első ismert urai már a 13. században a Babonicsok voltak. A középkorban a Középső-Unamentén Krupa volt a legfontosabb hely.
1395-ben Zsigmond magyar király Krupát a gyakori támadásoknak kitett Szlavónia védelme érdekében elvette a Babonicsoktól, de kötelezettséget vállalt arra vonatkozóan, hogy hamarosan visszaadja. Ennek ellenére Vukcsics Vuk bosnyák királlyá választása alkalmából azt mégis neki adta. 1405-ben Hervoja hercegnél tett látogatásából visszatérőben a király megszállt Krupa közelében, hogy azt visszavegye. Ez egy évvel később, 1406-ban meg is történt. Ettől fogva Krupa királyi vár volt, amit előbb a zágrábi püspökök, majd 1429-től a Cillei grófok, 1456-tól pedig a Frangepánok irányítottak. Az oszmánok 1463-ban meghódították Boszniát, ezzel Krupa vára is a közvetlen veszélyzónába került. A jobb védekezés miatt ekkor ismét közvetlenül királyi kézbe került. Mátyás király annak a végvári láncolatnak a részévé tette, amely Temesvártól kiindulva a Száva mentén, majd tovább, egészen Bihácsig és Zenggig húzódott. Mátyás halála után Krupát több várral együtt fia, Corvin János herceg kapta meg, majd halála után ismét a királyé lett és királyi várnagyok irányították. Az első erős török támadás Krupa ellen 1509-ben történt, amikor kétezer török katona érkezett a krupai vár alá. 1522-ben és 1523-ban ismét kemény ostromokat állt ki. A vár 1520 és 1531 között Karlovics Iván irányítása alatt átt, majd a Zrínyiek irányították, akiknek egyre nagyobb gondot okozott a megtartása.

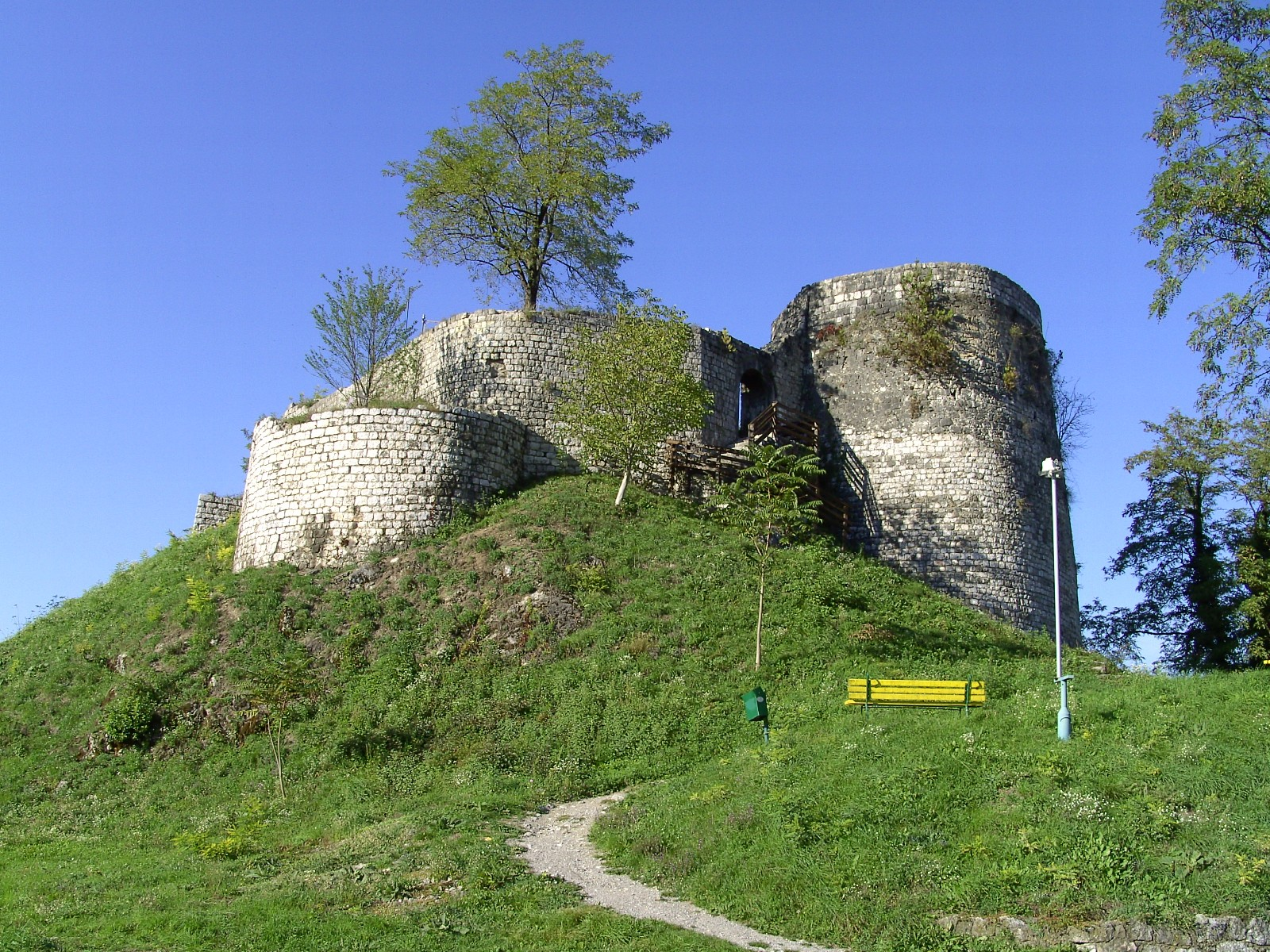
A várhoz vezető sétány

Végül 1565-ben Szokolovics Musztafa boszniai pasa vezetésével vonultak be a városba az oszmán hadak, melyek az annexióig, 1878-ig Krupán is maradtak. A törökök közvetlenül elfoglalása után kapitányi rangban különleges katonai parancsnokot neveztek ki Krupába, ez volt az egyik első török kapitányság Boszniában. A kapitányi székhely először Krupa, majd Bužim, és ismét Krupa lett. Az első krupai kapitányok a Badnjević családból származtak. A 16. és 17. században a Krupa és Una közötti területen nem volt béke és stabil határok a török és az osztrák birodalom között. A 18. század első felében a Badnjević bég család elvesztette a krupai kapitányságot, majd a kapitányság az Arnautović családé lett, akiket később Krupa városáról Krupićinek kereszteltek. A 18. század végén Krupa, Otoka, Bužim, Jezerski, Vrnograč és Todorovo várak mind a krupai kapitánysághoz tartoztak. A 19. században Krupa híres kereskedelmi központ volt. 1894-ben az osztrákok lerombolták a Bosanska Krupát.
Az első világháború vége és Ausztria-Magyarország összeomlása után Krupa a Szerb-Montenegrói Királyság, majd Jugoszlávia része volt. A második világháború során többször volt német és usztasa támadásoknak kitéve, majd a háború befejezése után Bosanska Krupa a JSZK része volt. A boszniai háború során 1992. április 21-én a környező falvakból érkezett szerb önkéntesek az egykori Jugoszláv Néphadsereg (JNA) segítségével megtámadták Bosanska Krupát, és elfoglalták a város felét az Una folyóig. 1995. szeptember 17-ig az agresszor egységek és a Bosznia-Hercegovina Hadsereg közötti első harcvonal Bosanska Krupa központjában volt. Az agresszor a teljes muszlim lakosságot kiűzte az általa ellenőrzött területről. Bosanska Krupa szerb fennhatósága alatt álló részén muszlim fogolytáborok működtek. Az agresszor egységek 1995. szeptember 17-én a Bosznia-Hercegovina hadsereg és a boszniai Krupa 511. hegyi dandár offenzívája előtt elmenekültek a kifosztott, felgyújtott és lerombolt városból. Ettől az időponttól kezdve Bosanska Krupa a Bosznia-hercegovinai Föderáció és az Una-Szanai kanton része.

## Népessége

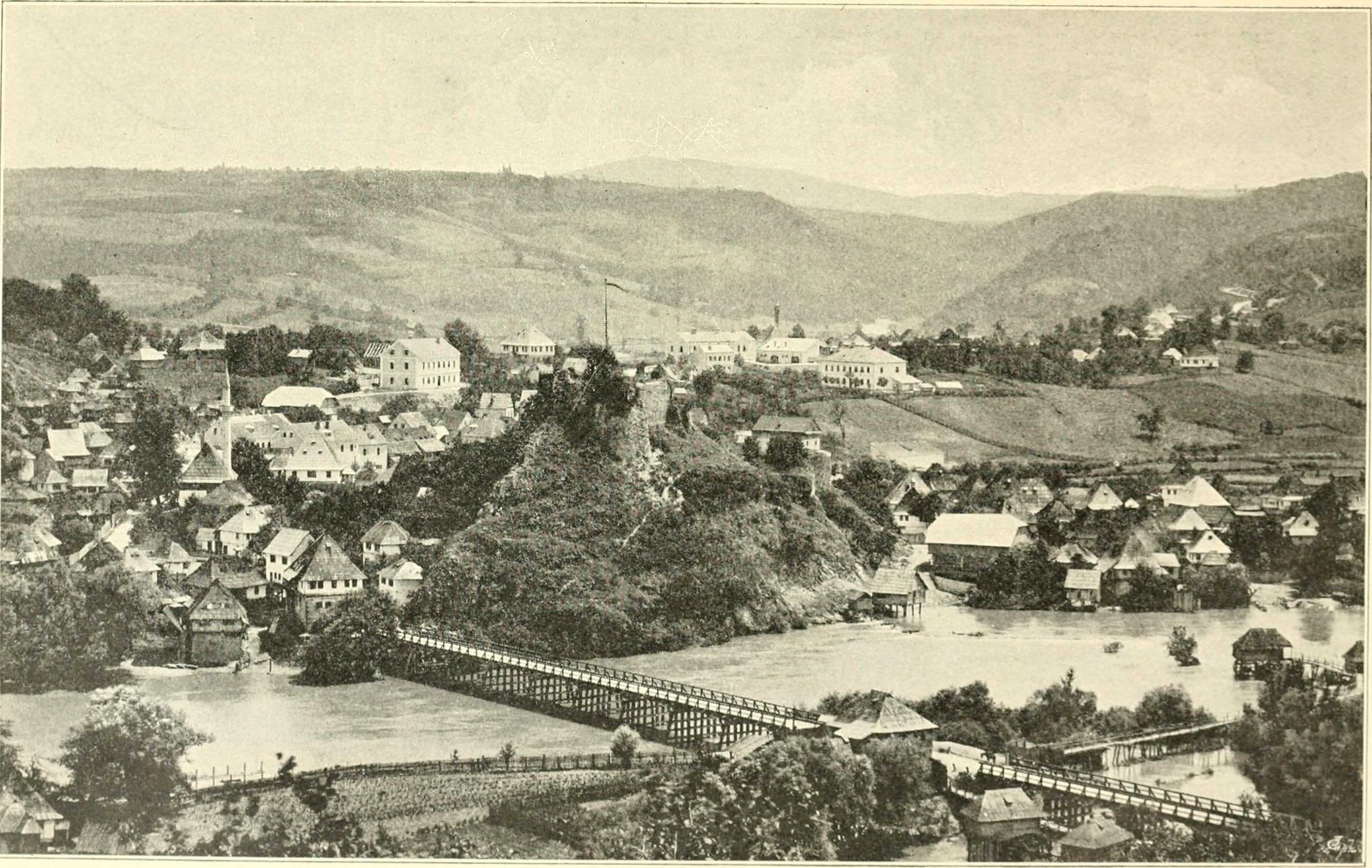
Bosanska Krupa látképe 1897-ben

### Bosanska Krupa község
| Nemzetiségi csoport | Népesség 1991 | Népesség 2013 |
| ------------------- | ------------- | ------------- |
| Szerb               | 13841         | 1260          |
| Bosnyák             | 43104         | 23578         |
| Horvát              | 139           | 66            |
| Jugoszláv           | 708           | 5             |
| Egyéb               | 528           | 636           |
| Összesen            | 58320         | 25545         |

### Bosanska Krupa város

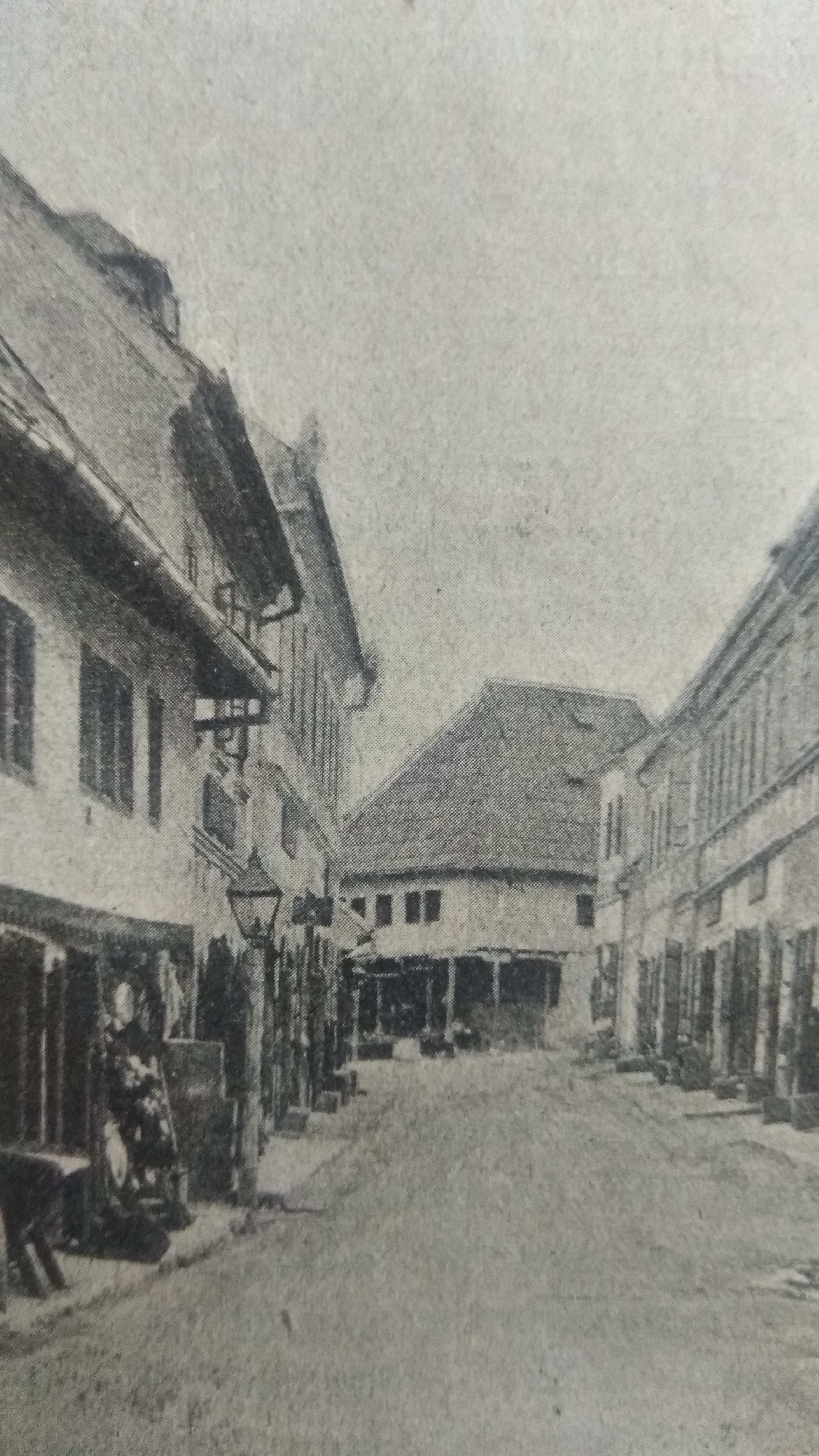
Utcakép 1911-ből

| Nemzetiségi csoport | Népesség 1991 | Népesség 2013 |
| ------------------- | ------------- | ------------- |
| Szerb               | 4044          | 53            |
| Bosnyák             | 9519          | 9658          |
| Horvát              | 102           | 50            |
| Jugoszláv           | 551           | 2             |
| Egyéb               | 200           | 433           |
| Összesen            | 14416         | 10196         |

## Oktatás
A városban két általános iskola és két középiskola működik:
- Az "1-es számú általános iskola" a Kulturális Központ, Óvoda és diákotthon épületének, valamint Bosanska Krupa önkormányzati épületének közvetlen közelében, a Hum-hegy alatt található. Négy körzeti iskolája van, két nyolcosztályos iskola Pištalinében és Arapusán, valamint két négyosztályos iskola Veliki Radićban és Zalinban. "1-es számú Általános Iskola" néven 1993. április 28-án kezdte meg működését. Ettől kezdve a mai napig nagyon sikeres tanulók sok generációját nevelte fel, akikből már jó és példamutató állampolgárok, szorgalmas munkások, jogászok, orvosok, oktatók, jogászok, festők és zenészek lettek.[5]

- A „2-es számú általános iskola” a korábbi „Đuro Pucar Stari” általános iskola hagyományát folytatja, amelyet 1979-ben építettek az „ezer bosznia-hercegovinai iskola és négyszáz tornaterem” akció keretében. A tanítás az 1979/1980-as tanévvel kezdődött. Az iskolában 40 osztályban 1100 diák tanult, ebből 18 felsős. 1996 közepén Bosanska Krupa önkormányzata adományozókat talált két általános iskola épületének felújítására. A két felújított épület közül az egyik a 2-es általános iskolához tartozott. Az iskola a „Krupa II” Városi Közösség teljes területét és a „Krupa I” Községi Közösség egy kisebb részét fedi le.[5]

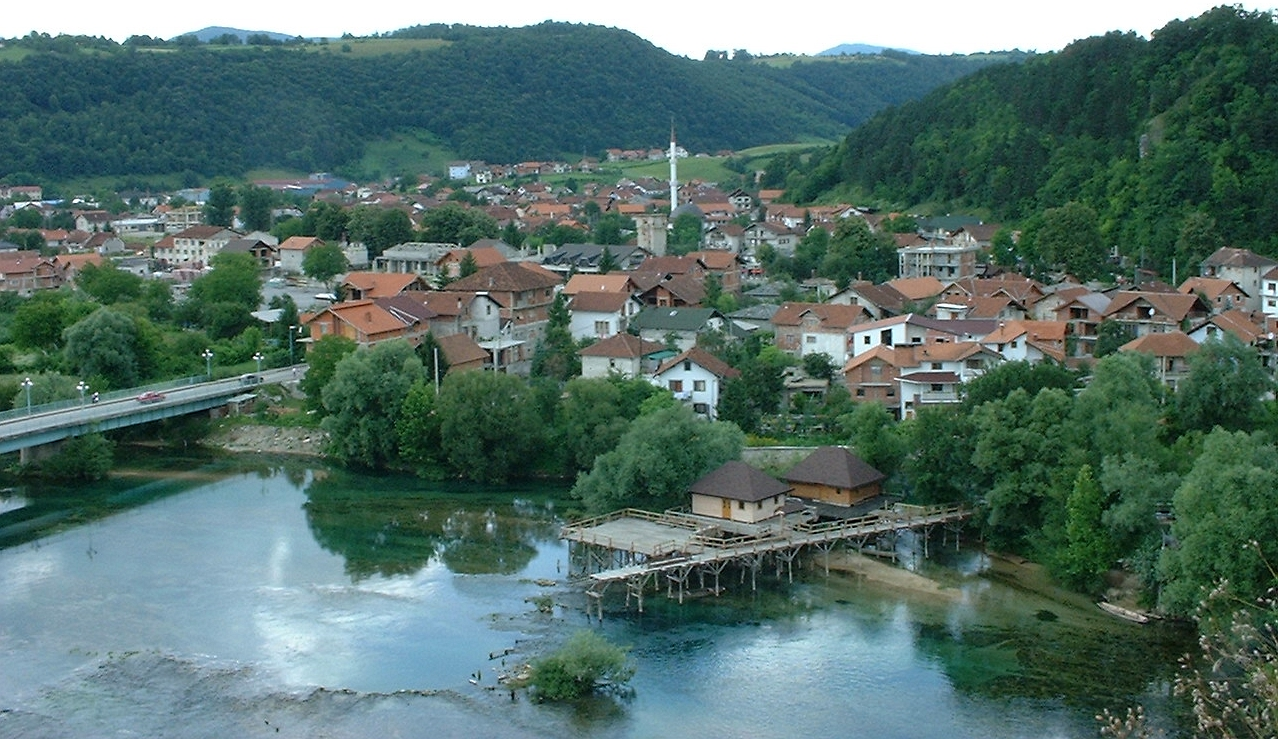
A városközpont látképe

- A bosanska krupai gimnáziumot 1960-ban alapították, és középiskolaként működött egészen a középfokú oktatás reformjáig. 1991/1992-es tanévben a jogszabályi változások és az oktatási reform hatására önálló középiskolaként alakult át. A boszniai háború alatt a diákok a szabad területeken, az akkori Bihaći járás iskoláiban, Cazinban, Velika Kladusában és Bihaćban, valamint a bajrići "Agrokomerc" termeiben folytatták tanulmányaikat, ahol ez a generáció középiskolai tanulmányait befejezte. Bosanska Krupa felszabadítása után polgárai ugyan visszatérnek városukba, de a diákok továbbra sem járhattak ide, mert az épületet a hadsereg elfoglalta. A háború utáni első nemzedék csak 1996-ban fejezte be az iskolát, amely a 2011/2012-es tanévig működött. A régi középiskola épületét 2010 augusztusában bontották le és a 2011/2012-es tanévtől működik az iskola a mai épületben.[5]

- A bosanska krupai középiskolai oktatás különböző periódusokon ment keresztül. A szakközépiskolai oktatás az 1946/1947-es évfolyammal, a bosanska krupai inasképző tanfolyam előkészítő osztályával kezdődött. Az 1947/1948-as tanévben "Állami Kézműves Iskola" elnevezéssel ibdult meg a rendes tanítás. Akkoriban a férfiak mellett lányokat is írattak az első osztályba, így már akkor is voltak vegyes osztályaink szakmánként és foglalkozásonként. Az iskolában varrónőket, cipészeket, fodrászokat, lakatosokat, villanyszerelőket és építő-asztalos szakos tanulókat képeztek. Az 1954/1955-ös tanévben az iskola a „Gazdasági tanulók iskolája” nevet kapta. A gyakorlati képzést nyújtó iskola 1968-ban a kiemelkedő humanista és filozófus után a "Safet Krupić" nevet kapta, melyet 1972-ben iskolaközponttá bővítettek. A "Safet Krupić" Iskolaközpont épületének felújítása és felújítása folyamatban van. Ma négy szak/szakma képzése folyik az iskolában: erdészeti technikus, fafeldolgozó, gépész és textilipari szakmai képzés.[5]

## Kultúra
- A Kulturális, Oktatási és Információs Központ a "Dom kulture" nevű létesítményben önállóan működik Bosanska Krupa önkormányzat területén. A Bosanska Krupa-i "Kultúra Háza" épülete sajátos építészeti stílusáról ismerhető fel. Az épület 1903-ban épült 1000 m2-es területen. Két épületszárnyból és egy ezeket összekötő köztes térből áll. A nagyobb szárnyban egy 400 férőhelyes nagyterem és egy 100 férőhelyes terasz, a terem kiállítótérként is használt része, a kisebb szárnyban pedig a 100 férőhelyes Kamaraszínház és a Városi Képtár található. Az épület újjáépítését a Bosznia-Hercegovina elleni agresszió után a "Ponti di Pace" egyesület finanszírozta, amikor a Városi Képtár és a Kamaraszínház helyiségeit felújították. A Városi Könyvtár a két szárnyat összekötő térben kapott helyet.[6]

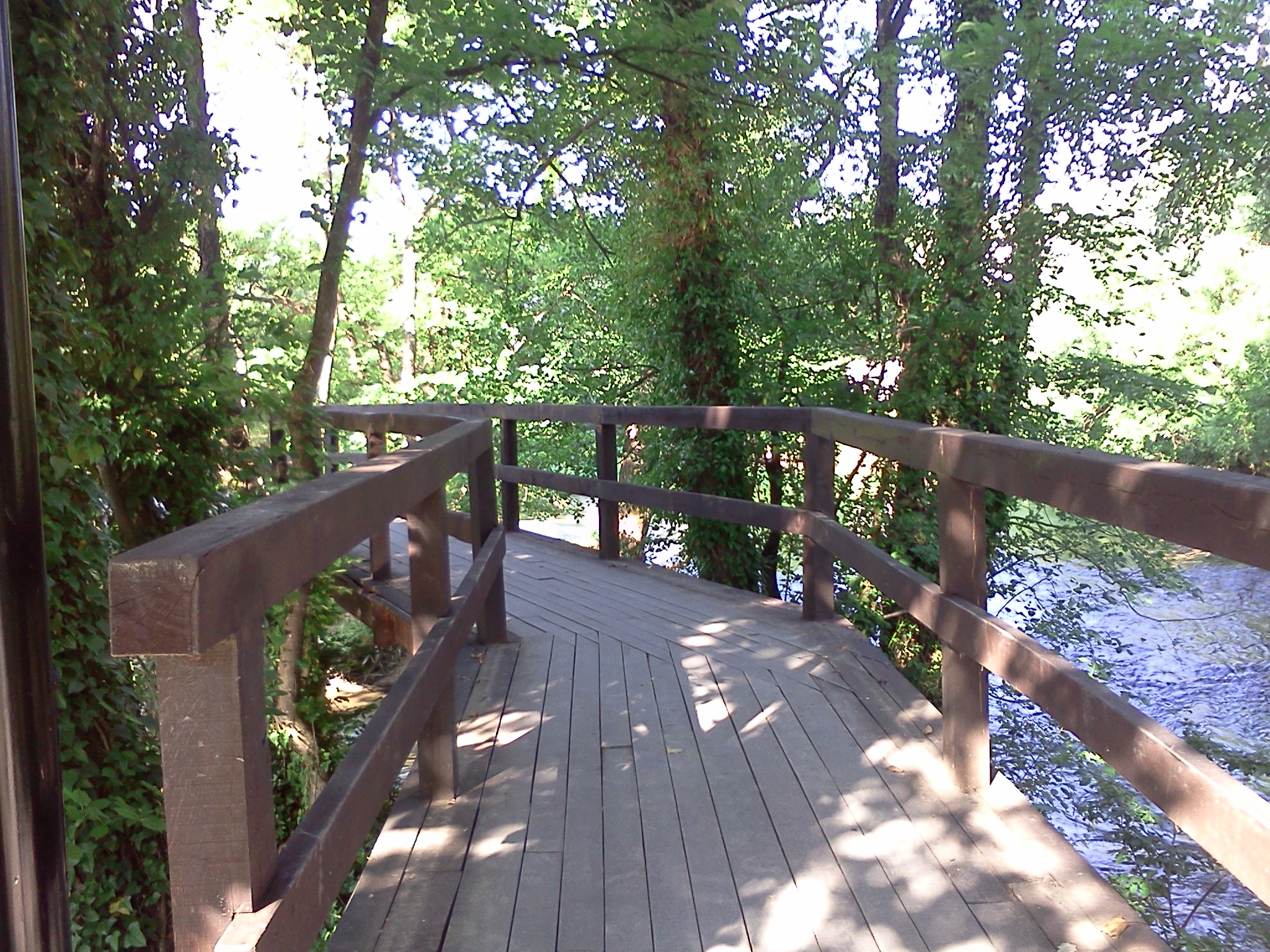
Sétány az Una mentén

- A városi könyvtár első előzménye 1883-ból származik, amikor kulturális és oktatási intézmények részeként olvasóterem működött működött itt, mely idővel nemzeti közkönyvtár jelleget öltött. Az 1890-es év a hivatalos olvasótermek működésének időszaka a régióban, Bosanska Krupa településen is ilyet hoztak létre. Ugyanebben az időszakban Bosanska Krupában, mint a régió sok városában, "Rehberti tereki" iszlám olvasóterem, "Daral-hajir" iszlám olvasóterem, papi olvasóterem, valamint szerb népi olvasóterem és könyvtár is működött. Ezek nagy része első világháború idején megszűnt. A Jugoszláv Királyság idejétől kezdve a Bosanska Krupa-i könyvtár egyike volt Bosznia-Hercegovina mintegy 30 könyvtárának. 1936-ban létrejött a "Petar Kočić" Nyilvános Könyvtár és Olvasóterem, mely 1940-ig működött. A háború utáni első adatok 1957-ből származnak, amikor a város 31 731 lakosára 1626 könyv jutott. A "Petar Kočić" Nemzeti Könyvtár 1961-ben önálló intézményként folytatta működését. A Bosznia-Hercegovina elleni agresszió előtti időszakban a könyvtár a tágabb régió egyik legnagyobbja volt. A Bosanska Krupa elleni agresszió után 1998-ban folytatta működését. A hivatalos megnyitáskor, 1999. augusztus 12-én, az induló könyvtári gyűjtemény 4540 kötetből állt.[6]

- A városi galéria a Művelődési Ház épületének egy részében található és főként kiállítási tevékenységet folytat. A galéria művészeti alkotások - archív és múzeumi anyagok -, a "Krušnica" művésztelepen készült művek (kb. 550 alkotás különböző technikákkal), valamint egy grafikai műhely tulajdonosa. A városi galériában állandó kiállítás látható Boško Karanović hagyatékából. A városi galéria egy grafikai műhellyel - egy stúdióval, és saját nyomdával is rendelkezik.[6]

## Nevezetességei
- Krupa várának mai képe az 1977. évi építkezések utáni állapotban van. Ekkor egységesítették a falak magasságát, melyből az egyetlen kivétel a délkeleti saroktorony. Területének nagy része a keleti oldal kivételével szépen parkosított. A vár egy belső és egy külső várból állt. A külső vár falai már sok helyen hiányoznak, hosszabb falszakaszok a nyugati és a déli oldalon találhatók. Az egykori kaputoronynak már nyoma sincs. A belső vár észak-déli irányban 35 méter hosszúságú és 20 méter széles területen fekszik. Bejárata a keleti oldalon a 15 méter magasságú nagytorony mellett van. A délnyugati sarokban egy másik torony falai láthatók, melyet azonban a falak magasságáig visszabontottak. Az északre szűkülő belső vár csúcsánál egy harmadik torony található, melyet egy alacsonyabb falú bástyává alakítottak át. A belső vár falainak nagy részét egy adott magasságig visszabontották, magasabb építményként egyedül a nagytorony maradt meg.[3]

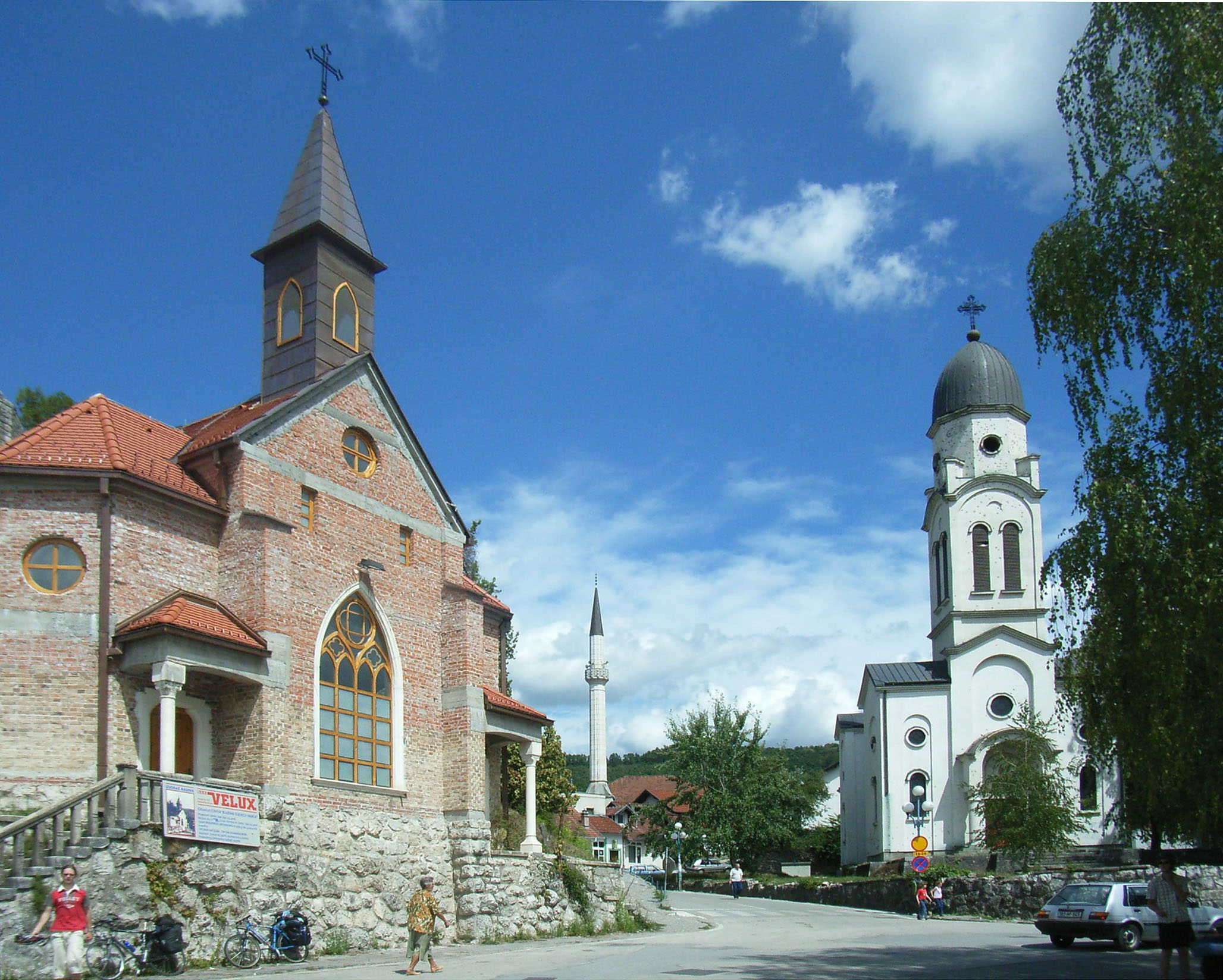
A mecset minaretje a katolikus és a pravoszláv templom között

- A vár közvetlen közelében található a katolikus templom, a pravoszláv templom és a mecset is.

A Szűz Mária római templom a vallási hagyomány és a spiritualitás szimbóluma Bosanska Krupa városában. Ez a gyönyörű, neogótikus stílusban épült templom békét és harmóniát áraszt. A templombelső építészetével, oltárával és szakrális motívumokat ábrázoló festményeivel lenyűgöző.
A városi mecset a Bosanska Krupa-i muszlim közösség vallási központja. A hagyományos stílusban épült mecset szépséget és spirituális hangulatot áraszt.
A Legszentebb Istenanya Születésének ortodox temploma a város másik gyöngyszeme, a terület ortodox örökségét képviseli. Ez az építészetével és ikonjaival kiemelkedő templom szépségével vonzza a hívőket és a látogatókat. A templom belsejében a mélyen gyökerező ortodox hagyományok és az ortodox vallási örökség tapasztalható meg, amely fontos része Bosanska Krupa identitásának.

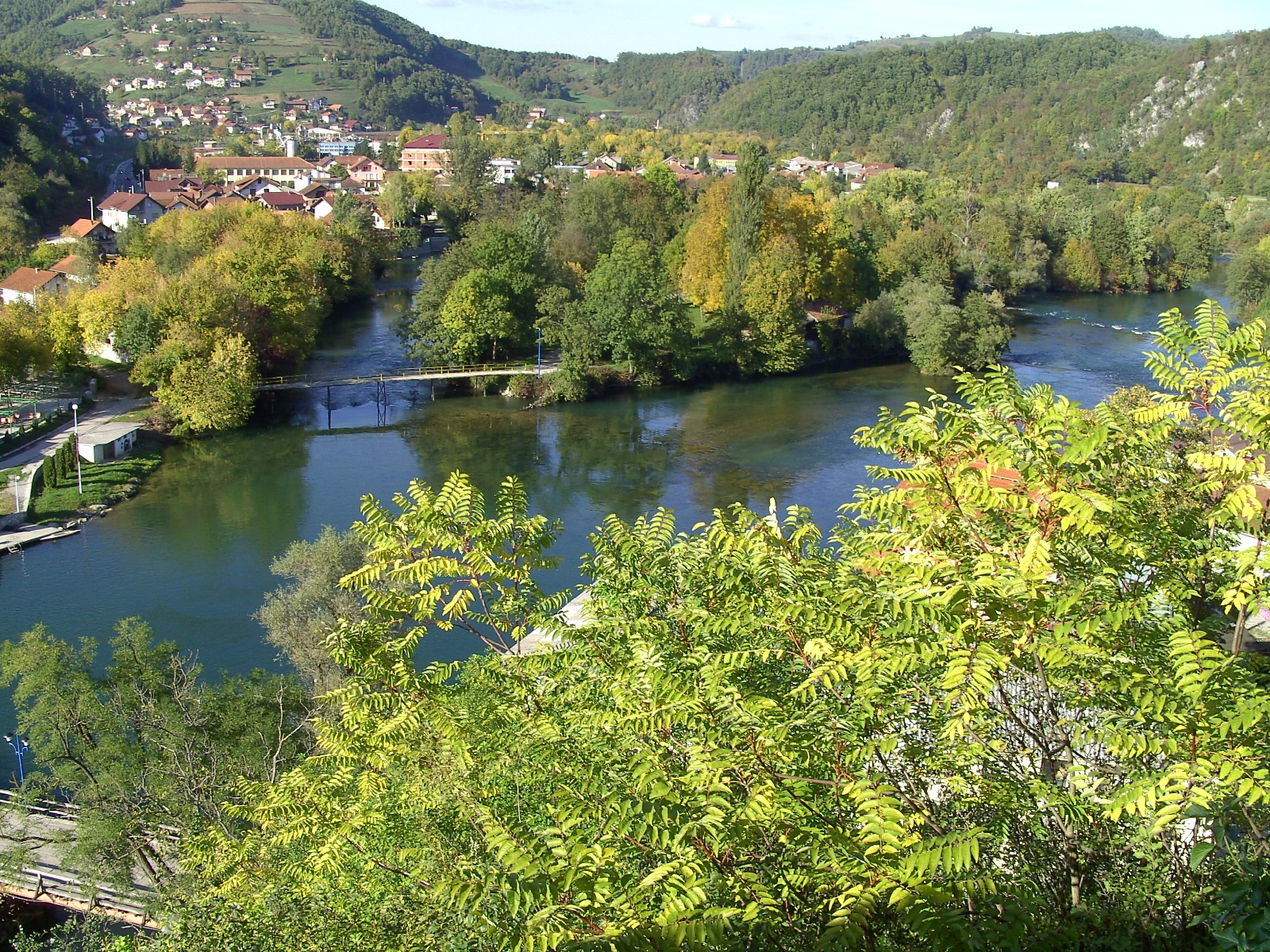
Látkép a Zöld-szigetekkel

- A vár alatti sétányon érjük el az Unapartot, ahol a Zöld-szigetekre érünk. Ez egy nyolc kis folyami szigetből álló zöld oázis az Unán, amelyeket romantikus fa gyaloghidak kötnek össze.[8]

- A környék ékköve az Una folyó, amely smaragdszinű tiszta vizével, zuhatagjaival, travertin gátjaival és kis szigeteivel felejthetetlen élményeket kínál. Ideális hely a sétákhoz, a vadászathoz, a horgászathoz, a kempingezéshez, túrázáshoz, a kerékpározáshoz vagy egyszerűen csak a gyönyörű természeti környezet élvezetéhez. Az Una a csónakázás és a rafting kedvelt helyszíne is.

- A Bihácsból Bosanska Krupa felé vezető út mentén, 5 km-rel a város előtt, az Una szurdokának kijáratánál, a jobb oldalon található a titokzatos Crno jezero (Fekete-tó), amely tulajdonképpen egy karsztforrás, amelynek eredete kevéssé ismert. A forrás vize az Una-szurdokban, a híd alatt tör fel, és vize azonnal belefolyik az Unába. Vízhozama csak látszólag nulla. A vízfelület határát az egykori fahíd maradványai alkotják. A tó nagyon tiszta, de mélysége és örök árnyékban maradása miatt sötétnek tűnik, valószínűleg ezért is nevezik feketének.[9]

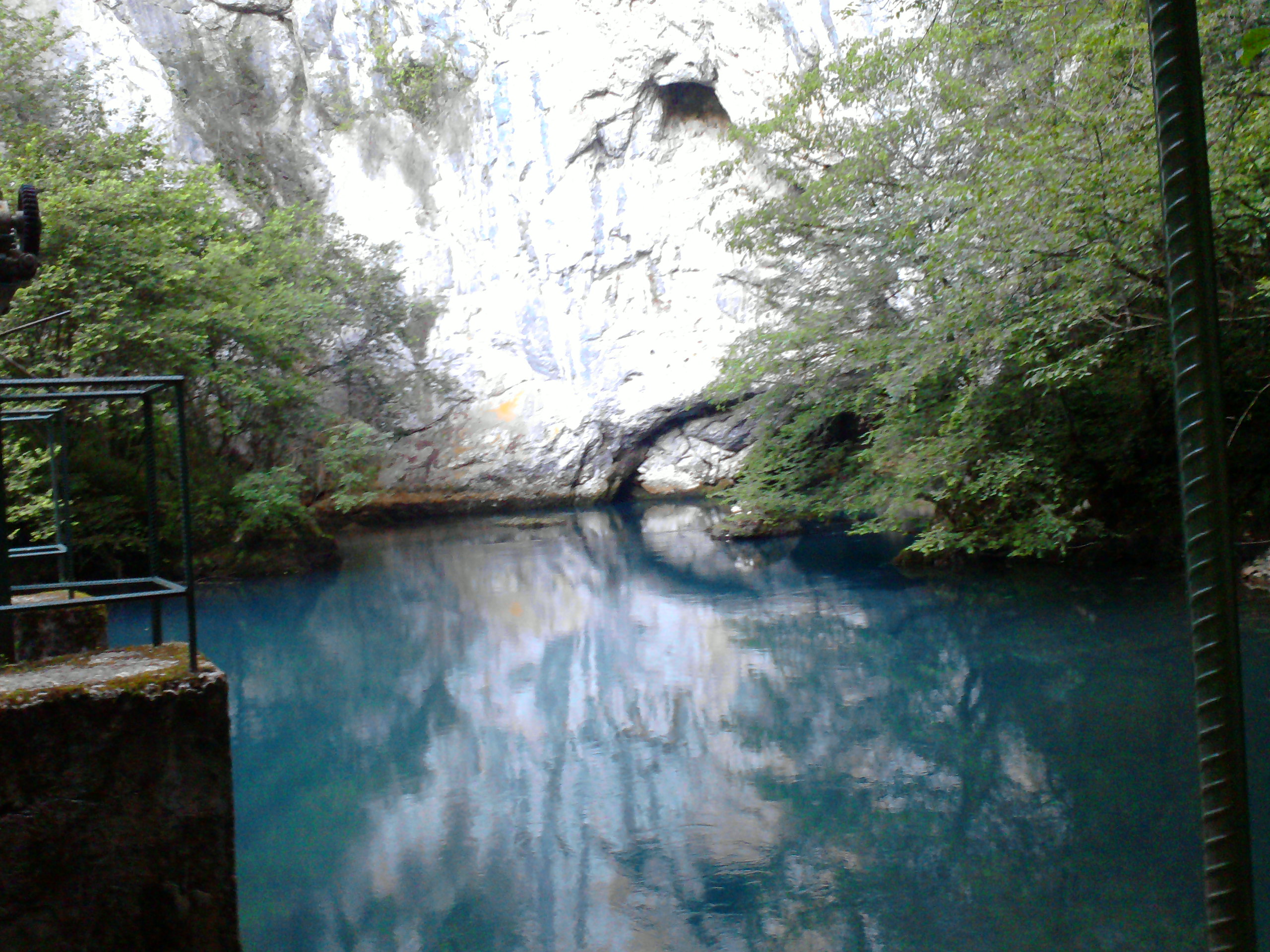
A Krušnica forrása

- A környék évszázados történelmi örökségét képezik az Una malmai. Az Una mentén gyönyörű fából készült vízimalmok találhatók, amelyek egykor a közösség életének és tevékenységének központjai voltak. Az autentikus építészet eme emlékei a múltat keltik életre, mesélnek a folyóparton folyó munkáról és életről. Generációkon keresztül megőrizték varázsukat és karakterüket. Az Una malmai ma is érintetlen természettel vannak körülvéve.[10]

- A Krušnica forrása kristálytiszta vizével, gyönyörű vízeséseivel és festői természetével minden látogatót elragad. A 112 méter mély forrás rendkívül gazdag barlangfaunában és ivóvízben, valamint halban. A forrás alatt (200 m) egy 1905-ben épült vízi erőmű található. Maga a Krušnica-patak mélysége ritkán haladja meg az öt métert, míg ősszel és tavasszal rendszeresen kilép a medrénből. Érdekessége, hogy az Una folyó két ágával először Krušnicába ömlik, majd a folyók vad zuhatagban egyesülnek. A folyók adák (folyami szigetek) komplexumát alkotják, amelyek gyakorlatilag Bosanska Krupa városának központjában helyezkednek el.[11]

## Ismert szülöttjei
- Bosanska Krupa magyar vonatkozású érdekessége, hogy a város egykori polgármestere gyermekeként született Durics Hilmi Huszein (1887–1940), a későbbi budai főmufti.
- Enes Kišević (1947) író, költő, színész